# Rhoneknie

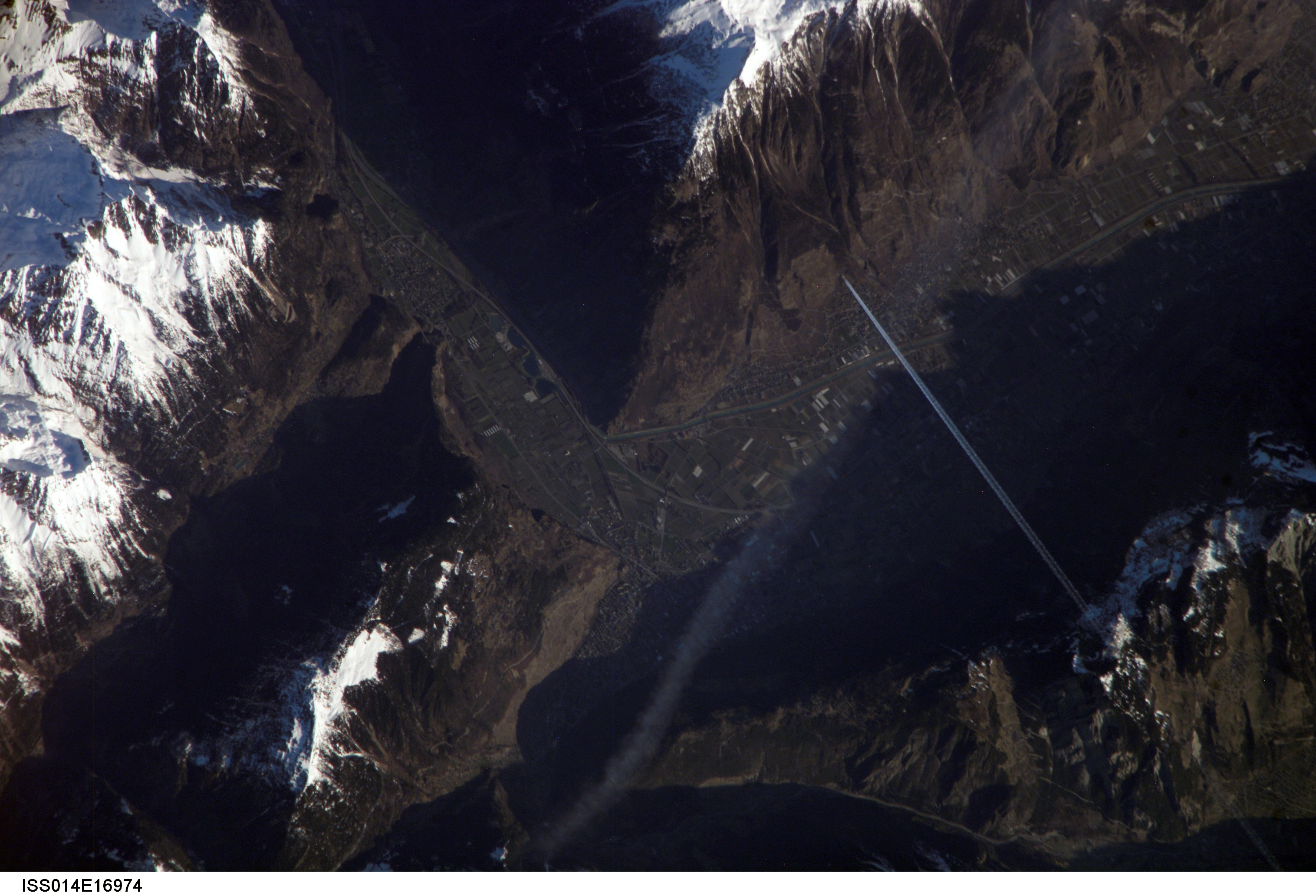
Die Rhône im Tal

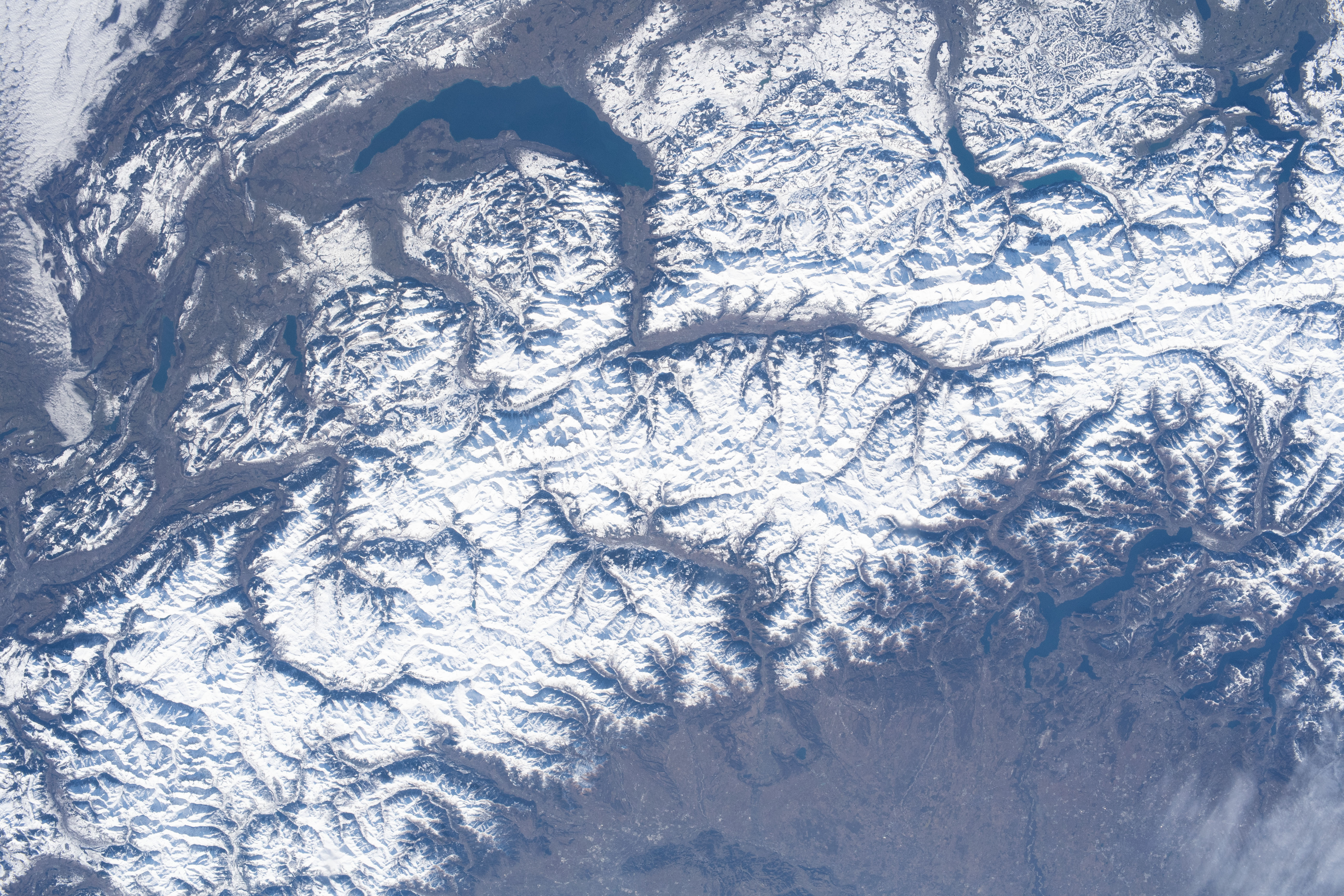
Der abknickende Verlauf des Rhonetals etwa in Bildmitte, ISS-Foto

Als Rhoneknie (seltener Rottenknie, französisch Coude du Rhône) wird eine markante geografische Kurve im Flussverlauf der Rhone in der Nähe von Martigny im Kanton Wallis bezeichnet. Die Rhone ändert dabei ihre Fliessrichtung von Ost-West um rund 90° nach Norden, wo sie in den Genfersee hineinfliesst.